# Archephia olivacea
Archephia olivacea är en fjärilsart som beskrevs av George Francis Hampson 1926. Archephia olivacea ingår i släktet Archephia och familjen nattflyn. Inga underarter finns listade i Catalogue of Life.